# Строитель (футбольный клуб, Кривой Рог)

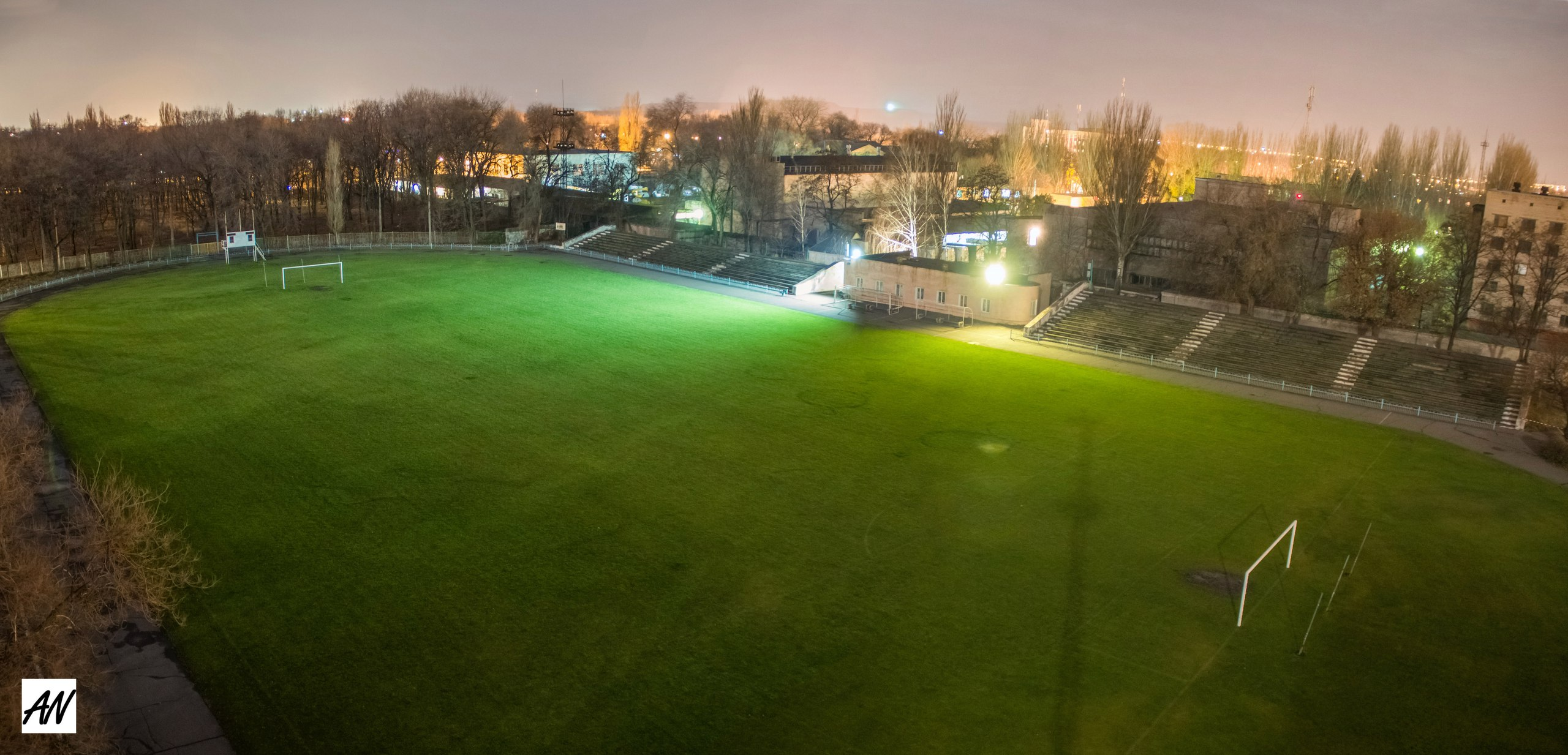
Стадион «Строитель»

Строитель — советский и украинский футбольный клуб из города Кривой Рог Днепропетровской области.

## История
Клуб основан в первой половине 1930-х годов на базе строительно-монтажного треста «Криворожжилстрой» в городе Кривой Рог Днепропетровской области.
Домашние матчи команда проводила на стадионе «Строитель» (Кривой Рог, ул. Циолковского, 17А), вмещающий 7000 зрителей, размер футбольного поля 105×67 м.
В 1937 году команда выступала в Кубке СССР, где 30 мая 1937 года в 1/32 финала уступила харьковскому «Динамо» со счётом 0:3. 6 мая 1938 года «Строитель» снова участвовал в Кубке СССР, проиграв местной команде «Сталь» со счётом 1:3.
В середине 1990-х годов «Строитель» добился значительных успехов на региональном уровне. В сезоне 1995 года команда стала чемпионом Днепропетровской области, а в 1996 году заняла третье место в этом же турнире.
ФК «Строитель» — постоянный участник первенства Кривого Рога по футболу, неоднократный победитель турнира и обладатель кубка Криворожского района.
Свои первые футбольные шаги в составе ФК «Строитель» сделал один из лучших советских вратарей, выступавший за ФК «Спартак» и сборную СССР конца 1950-х — первой половины 1960-х годов, выдающийся футбольный комментатор и ведущий футбольных телепередач Владимир Никитович Маслаченко, игравший в составе криворожской команды в 1951 году.
В 1990—2000 годах в команде играли:
- Атиков Сергей Александрович 08.09.1973
- Бондарь Алексей Викторович 20.03.1976
- Браила Владимир Леонидович 21.08.1978
- Гладун Олег Степанович 12.12.1973
- Грущинский Владислав Васильевич 15.01.1973
- Иванцов Эдуард Юрьевич 23.03.1971
- Ищенко Вячеслав Викторович 23.02.1973
- Каюн Юрий Витальевич 29.09.1971
- Клюцковский Андрей Валентинович 12.04.1972
- Колесник Сергей Иванович 16.05.1973
- Крыжаминский Юрий Витальевич 01.05.1970
- Леончик Алексей Николаевич 02.05.1983
- Малахов Максим Анатольевич 12.10.1975
- Моторыкин Дмитрий Сергеевич 12.11.1977
- Мотуз Игорь Алексеевич 28.12.1968
- Мотуз Эдуард Анатольевич 29.01.1967
- Нечаев Артур Станиславович 25.09.1975
- Патика Владимир Владимирович 17.04.1973
- Пыхтин Виталий Владимирович 21.12.1971
- Рудчик Олег Николаевич 02.11.1973
- Рященко Виталий Николаевич 28.11.1970
- Семеренко Александр Сергеевич 16.08.1978
- Сикора Сергей Николаевич 27.10.1969
- Стась Дмитрий Николаевич 29.05.1974
- Сторожев Сергей Леонидович 09.07.1980
- Таран Вадим Владимирович 23.07.1965
- Терещенко Александр Михайлович 05.04.1977
- Титов Сергей Николаевич 14.05.1971
- Толбас Валентин Алексеевич 06.01.1975
- Усатый Александр Анатольевич 07.01.1965
- Устинов Юрий Степанович 14.03.1958
- Чернов Алексей Вячеславович 20.05.1973